# Milton Barnes
Pour les articles homonymes, voir Barnes.
Milton Barnes, né le 16 décembre 1931 à Toronto et mort dans cette même ville le 27 février 2001, est un chef d'orchestre et compositeur canadien.

## Biographie
Milton Barnes étudie la théorie musicale avec John Weinzweig, la direction d'orchestre avec Victor Feldbrill, Boyd Neel et Walter Susskind, ainsi que le piano avec Samuel Dolin au Conservatoire royal de musique de Toronto de 19952 à 1955. Il continue ses études à l'Accademia Musicale Chigiana de Sienne, au Berkshire Music Center de Tanglewood ainsi qu'à l'Académie de musique et des arts du spectacle de Vienne de 1959 à 1961. Il commence sa carrière comme batteur de jazz et guitariste. Il compose de nombreuses pièces dramatiques pour les spectacles de l'Université de Toronto pendant ses études. Il devient ensuite directeur musical et compositeur au Crest Theatre de 1961 à 1963, puis il devient le chef fondateur du Toronto Repertory Orchestra de 1965 à 1973. Il est aussi chef de l'Orchestre symphonique et du chœur de St Catharines à Ontario de 1964 à 1973. Il dirige en même temps l'Orchestre symphonique et le chœur de Niagara Falls de 1965 à 1973. Il est aussi compositeur et chef résident du Dance Theater de Toronto de 1968 à 1973. C'est un compositeur éclecquite qui fait appels aux styles classique, jazz et populaire dans ses partitions.

## Œuvres

### Ballets
- Masque of the Red Death (1971)
- Three-Soded Room (1972)
- Amber Garden (1972)
- The Spiral Stairs, pour sept instruments (1973)
- The Dybbuk, pour ténor dansant et 6 instruments

### Musique orchestrale
- Invocation (1962)
- Symphonie no 1 (1964)
- Symphonie no 2 pour orchestre à cordes (1976)
- Children's Suite (1966)
- Pinocchio, poème symphonique (1966)
- Variations pour clarinette et orchestre (1968)
- Shebetim, tableau pour orchestre à cordes (1974)
- Concerto pour saxophone et cordes (1975)
- Concerto pour violon et cordes (1975)
- Concerto de chambre pour quintette à vent et cordes (1976)
- Concerto pour alto (1977)
- Concerto no 1 pour flûte et orchestre à cordes (1978)
- Sérénade pour quatuor à cordes et orchestre à cordes (1979)
- Follies Overture (1983)
- Double Concerto pour deux guitares et orchestre à cordes (1986, créé à Toronto le 18 novembre 1987)

### Musique vocale
- Psalms of David, cantate (1973)
- Madrigals pour chœur de femmes, deux trompettes et deux trombones (1975)
- Thepsis, cantate (1956)

### Musique de chambre
- Cinq Folk Dances pour violon et piano (1953)
- Burletta pour quatuor à cordes (1958)
- Lamentations of Jeremiah, pour alto seul (1959)
- Sonate pour flûte et piano (1965)
- Rhapsody on a Late Afternoon pour quatuor à cordes (1971)
- Variations pour violon seul (1972)
- Concerto grosso pour flûte, clarinette, violon, violoncelle et deux pianos (1973)
- Sérénade pour accordéon et guitare (1973)
- Fantaisie pour guitare seule (1975)
- Quatuor à cordes no 2, Scenes from Jewish Life (1978)
- Annexus pour cinq percussionnistes (1981)
- Papageno Variations, pour contrebasse et piano (1988)